# جان كلود شيرر
جان كلود شيرر مواليد 20 يوليو 1978 في سويسرا، هو لاعب كرة مضرب سويسري بدأ مسيرته كمحترف سنة 1998 يلعب باليد اليمنى. أعلى تصنيف له في الفردي كان المركز الـ 220 في سنة 2004.

## وصلات خارجية
- الموقع الرسمي
- جان كلود شيرر على موقع رابطة محترفي التنس (الإنجليزية)
- جان كلود شيرر على موقع الاتحاد الدولي لكرة المضرب (الإنجليزية)
- جان كلود شيرر على موقع خلاصة التنس.كوم (الإنجليزية)
- جان كلود شيرر على موقع إي إس بي إن.كوم (الإنجليزية)